# Přes přísný zákaz dotýká se sněhu
Přes přísný zákaz dotýká se sněhu je divadelní komedie až fraška ze současnosti, kterou napsal plzeňský dramatik, herec a režisér Antonín Procházka v roce 2003.  
Hra byla poprvé poprvé uvedena 25. října 2003 v Divadle J. K. Tyla v Plzni, poté v Divadle pod Palmovkou, a byla uváděna v řadě dalších divadel v Česku. 
Hra byla zpracována i do formy stejnojmenné televizní inscenace.
Hlavním hrdinou je Eda - bílý kůň, právě propuštěný z vězení, které na něm zanechalo hluboké stopy. Jeho manželka si za jeho nepřítomnosti pořídila milence a tak Eda není doma očekáván s nadšením. Navíc se ženin milenec zalíbí i Edovi, jehož sexuální preference vězení také pozměnilo. Eda je pod dozorem sociální pracovnice, která mu má pomoci s adaptací na svobodu, do děje ještě vstoupí sousedka, Edův spoluvězeň a ruská mafie. Různá nedorozumění způsobují řadu komických situací, které vyústí v dobrý konec. Titul hry upomíná na Edův zážitek z dětství, kdy byl trestán za stavbu nevhodného sněhuláka.   